# Chiesa dei Santi Nazario e Celso (Marcallo con Casone)
La chiesa dei Santi Nazario e Celso è la parrocchiale di Marcallo con Casone, in provincia ed arcidiocesi di Milano; fa parte del decanato di Magenta.

## Storia

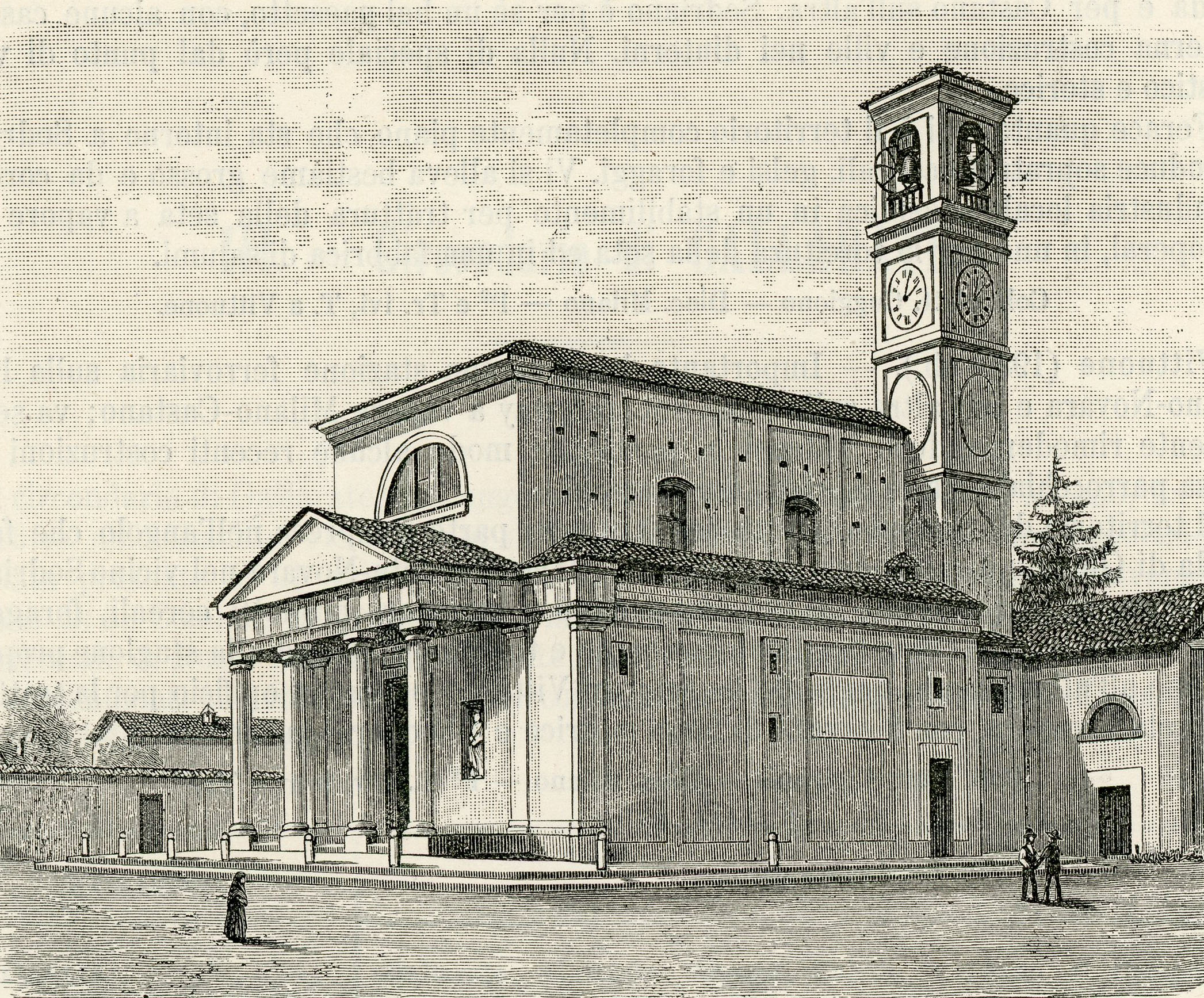
La chiesa dei Santi Nazario e Celso prima degli ampliamenti d'inizio Novecento

Della chiesa di San Nazzaro, di antica fondazione, censita da Goffredo da Bussero nel XIII secolo non resta ad oggi più nulla tuttavia, dalla planimetria settecentesca del catasto Teresiano, possiamo ricostruire come fosse la chiesetta duecentesca: ad aula unica con piccola abside semicircolare e capriate a vista con copertura lignea e coppo.
Le prime modifiche tre-quattrocentesche portano all'allungamento della chiesa verso occidente e l'aggiunta di un'ala sulla sinistra della navata, a nord, in cui vengono poste alcune cappelle minori, sedi di clericati. Nel ‘500 viene aggiunto il fonte battesimale e la prima cappellania (corrispondente oggi all'altare) di San Michele con conseguente modifica della facciata su cui compare un piccolo portico di protezione per il portone d'ingresso.
Alla “rettoria de Santo Nazaro et Celso de Marcallo”, che diventerà parrocchia dal XVI secolo, facevano capo due clericati: quello “de Santo Georgio nella suddetta” con diacono Dominico Giussano poi curato fino al 1554; quello “de Santo Salvatore de d.no Hieronimo Parpagliono” poi parroco dal 1554 al 1564?; successivamente la rettoria e la cappellania di San Michele, quest'ultima sorta formalmente nel 1494, avrà come diacono Baldassarre Crivelli, curato dal 1565-1584.
Segue il periodo di dominazione spagnola dal 1535 al 1706 dopo di che, nella prima metà del Settecento (1740 c.) la chiesa viene ricostruita: aggiunta dell'abside con il coro, un ampio presbiterio e due cappelle per lato. Nel 1738, grazie alla fornitura di manodopera gratuita di molti cittadini e di copiose offerte in denaro dai Vitali, 3.064,15 lire, viene eretta una snella torre campanaria appoggiata al lato sud occidentale del presbiterio. Il 27 maggio 1760, durante I lavori di risanamento, della parrocchiale nella chiesa dei SS Nazzaro e Celso in Marcallo, viene apertone l'ossario costruito a sacello bipartito: vi erano due fosse divise per uomini e donne. “Marcallo, in (ASDM, Pieve di Corbetta ,v.p.G.P., XLVI, 27 maggio 1760.P. 479.Cfr nota 17 (Vergo).

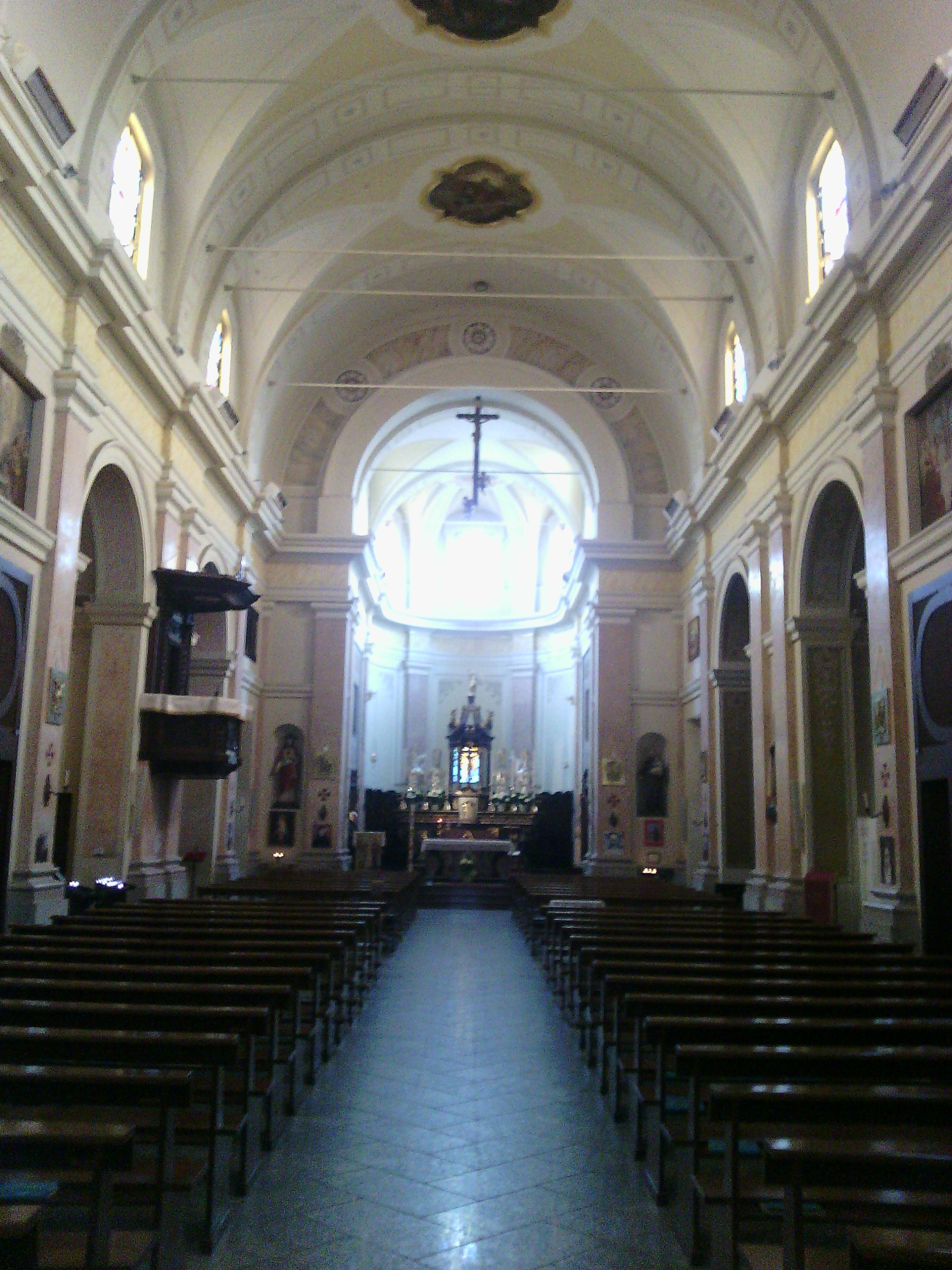
L'interno della chiesa

Durante la Repubblica Cisalpina nel 1789, vennero requisite dal governo francese, le tre campane poste sulla torre campanaria e pochi mesi dopo, grazie all'interessamento del parroco Baldassare Maggioni, furono rimpiazzate da altre cinque ed è sempre il parroco Maggioni a constatare che la chiesa parrocchiale abbisogna di un allungamento non potendo contenere il popolo durante le funzioni religiose.
Nel 1810 viene elargito un lascito alla parrocchia di Marcallo dal Conte Leopoldo Schiaffinati di Lire 4.605,00 ed altrettanti furono poi aggiunte dalla vedova alla morte del consorte nel 1813, per edificare la facciata della chiesa parrocchiale, il pronao antistante e forse anche l'oratorio dei Confratelli detto "dei maschi", posto nella parte sud ed affiancato al presbiterio, poi demolito negli anni settanta del ‘900.
La chiesa, grazie anche alla mano d'opera gratuita delle maestranze locali, si arricchisce di una magnifica facciata con due nicchie ai lati del portone d'ingresso contenenti le statue dei Santi Nazzaro e Celso, il tutto sovrastato da un imperioso pronao classico.
Nel 1904 tutto l'edificio viene allungato con l'aggiunta di quattro cappelle laterali; nel 1931 viene costruito l'attuale campanile, esterno alla costruzione, posto nella parte orientale e centrale antistante al coro e completato con un concerto di otto campane in "sì" mentre successivamente fu abbattuto il vecchio del 1738.

## Descrizione
La struttura odierna della facciata di gusto neo-classico e di colore tenue bianco-grigio è composta da un nucleo centrale e dalle cappelle laterali col tetto ribassato; orizzontalmente è ripartita in tre fasce: la bassa, con portone al centro incorniciato con timpano superiore e due portine laterali anch’esse incorniciate ma con mensola superiore ed è decorata con lesene; la centrale è scandita da lastroni di pietra con lunetta in centro mentre il timpano, nella parte alta e centrale, è racchiuso nelle falde del tetto.
Il campanile con base quadrata, staccata ed antistante il coro, ha un'alta  fascia  bugnata che circoscrive la zoccolatura mentre il fusto è totalmente intonacato ed ha l'ingresso sul fronte ovest. Nella parte alta, una  modanatura aggettata separa l'orologio a quattro quadranti dalla cella campanaria con monofora timpanata su ogni lato ed arco a tutto sesto affiancato da colonne protette da balaustra. La copertura con quattro pinnaccoli ai lati ha nel centro una lanterna ottagonale con cupolino che sorregge una croce in ferro. Nella cella sono ospitate otto campane in Sib2 che permettono la posizione "a bicchiere", ovvero a campana rovesciata, tipica dei concerti solenni.
Sul sagrato della chiesa spicca una lastra lapidea bianca su cui è incastonato un “Labirinto” in marmo nero. La forma è molto particolare, moderna,  circolare, ispirata ad esemplari medievali ma con molte usite sulla circonferenza che consentono percorsi alternativi. Al centro del manufatto è incisa una scritta anaciclica, il “Labirinto di lettere”, ovvero una frase formata dalle parole latine SANCTA ECLESIA che forma un quadrato da 13X13 lettere che si possono leggere in tutte le direzioni partendo dalla lettera S centrale.

## Interno

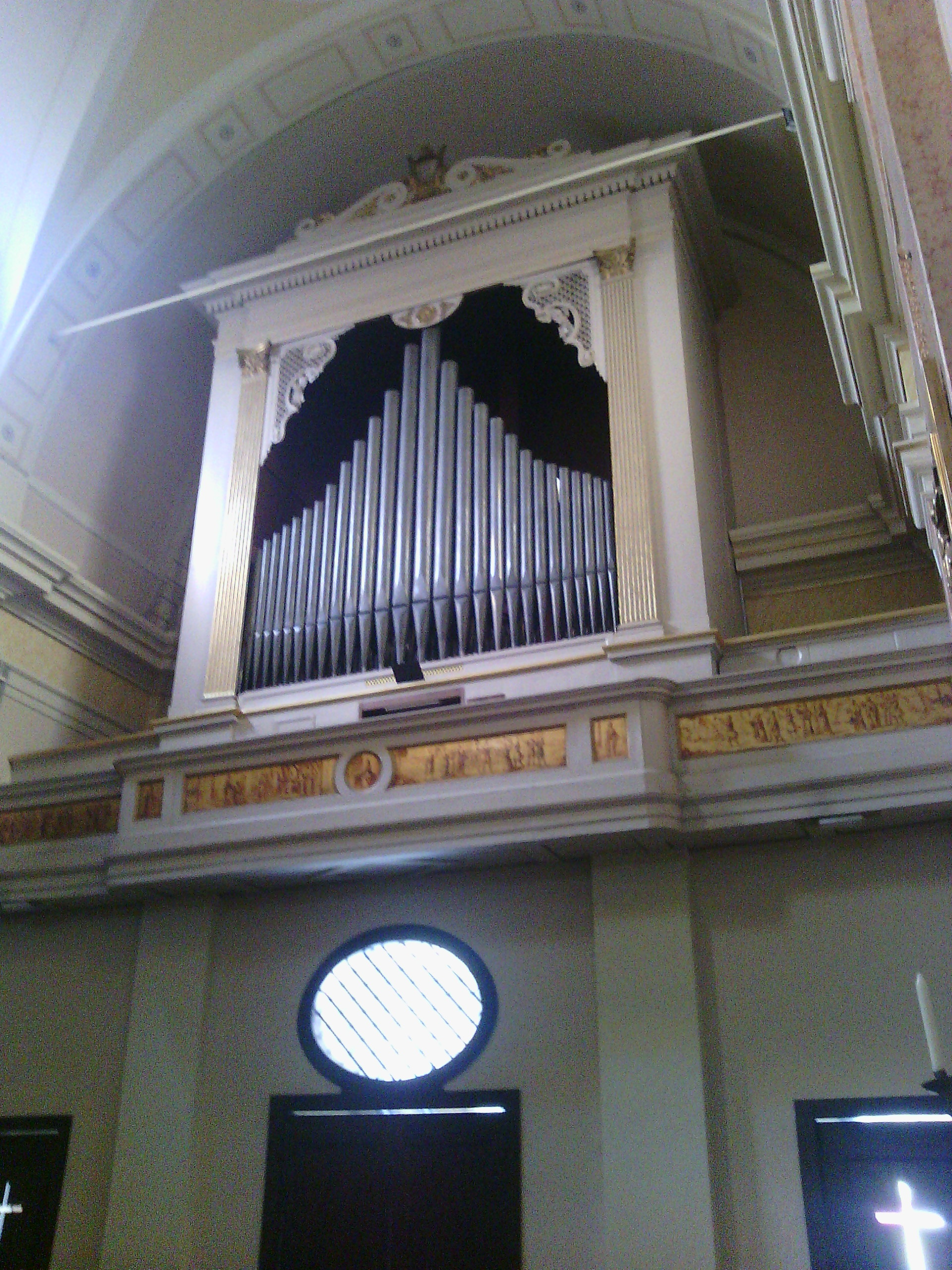
L'organo Prestinari della chiesa parrocchiale di Marcallo

L'interno è a navata unica, in barocco del Settecento, con quattro cappelle per lato; il soffitto a botte è ripartito in cinque campate definite da archi a tutto sesto che si raccordano alle pareti con piatte lesene di stucco marmoreo beige, appoggiate ad ampi pilastri di sostegno.
L’altare maggiore e la balaustra che lo precede sono di marmi policromi mentre vetrate colorate, sullo sfondo, illuminano il coro ligneo del 1786. Le lesene alle pareti del presbiterio delimitano due grandi quadri, voluti fortemente da Don Sessa dopo i fatti del 1859 e raffigurano scene del vecchio testamento con Tobia, Toniolo e l'arcangelo Gabriele che è sinonimo della “medicina di Dio” o “Dio guarisce”..  
La copertura a volta si distacca dalle pareti laterali grazie ad un'ampia cornice marcapiano, lievemente aggettante, fatta di stucchi beige a finti marmi sotto cui dipartono archi poggianti sulle lesene che delimitano le cappelle.
La luce che penetra dall'alto, grazie a grosse finestre rettangolari, illumina la volta dipinta a colori beige con rappresentazioni di scene sacre poste in ampie cornici centrali lobate. La chiesa presenta, addossato al muro della contro facciata, un interessantissimo organo della bottega dei fratelli Prestinari della vicina Magenta ed una notevole quadreria arricchitasi nei secoli: un dipinto su tela di Giulio Cesare Procaccini, alcuni quadri secenteschi, l'affresco di una “Madonna” firmato da R.Casnedi, staccato dalla torretta della “Sgurieta” ed  incorniciato; un pregevole ciclo di affreschi dell'antica Cappella di San Michele raffigurante la saga della famiglia Crivelli. Cesare Cantù ci dà una precisa descrizione della cappella: ha un solo altare, alle pareti vari ritratti dei Crivelli,  san Francesco, una santa Maria, molti frati e suore della famiglia suddetta ( i Beati Alessandro e Luca con Floriana Crivelli, badessa di Cantalupo) ed ai lati dell'altare le due effigie di  san Guglielmo militare (San Guglielmo da Vercelli), Sant Ausano Crivelli arcivescovo di Milano e papa Urbano III pure Crivelli (forse nascosto dall'intonaco).
Nella cappella dell'ex "fonte battesimale” si trova un reliquiario dei coniugi Luigi e Zelia Martin, genitori di Santa Teresa di Gesù Bambino, benedetto nel 2013 da monsignor Jacques Habert, vescovo di Séez, assieme alla pala d'altare, realizzata dall'intarsiatore Paolo Orlando, che raffigura i coniugi e i loro nove figli tra cui Santa Teresa.
Concerto di 8 campane in Sib2 poste sul campanile della Chiesa dei Ss. Nazaro e Celso a Marcallo.
| N.o  | FONDITORE                   | DEDICAZIONE                    | DONATORI                                                                                         | PADRINI                                              |
| ---- | --------------------------- | ------------------------------ | ------------------------------------------------------------------------------------------------ | ---------------------------------------------------- |
| I    | F.lli Barigozzi Milano 1931 | Cristo Ré                      | Il Parroco ed il popolo.                                                                         | Domenico Pagani ed Ernesta Elsina.                   |
| II   | F.lli Barigozzi Milano 1931 | Caduti Marcallesi              | I Marcallesi                                                                                     | Fassi Guglielmo e Giuseppe con Fusè Angelina e Carlo |
| III  | F.lli Barigozzi Milano 1931 | Beata. Vergine del SS. Rosario | Magnaghi Giacomo, Luigi e Gaetano pro madre Felicita Tanoni.                                     | Coniugi Giacomo Magnaghi e Dina Cassola              |
| IV   | F.lli Barigozzi Milano 1931 | SS. MM. Nazaro, Celso e Marco  | Lualdi Giovanni e Giuseppina coi figli.                                                          | Lualdi Giovanni e Giuseppina                         |
| V    | F.lli Barigozzi Milano 1931 | Sant'Ambrogio                  | Lualdi Carlo e Annita pro figlia Ambrogina.                                                      | Lualdi Carlo e Annita.                               |
| VI   | F.lli Barigozzi Milano 1931 | San Luigi ed Agnese            | Lualdi Giuseppe e Giuseppina con sorelle pro Luigi, Ambrogio, Angelo e Maria.                    | Lualdi Giuseppe e Giuseppina                         |
| VII  | F.lli Barigozzi Milano 1931 | San Giuseppe                   | Beniamino Bonacina ed Ada Guezzeloni pro Giuseppe Ghiotti, Luisa, Sandra, Alessandra e Giustina. | Beniamino Bonacina e Ada Guezzeloni Ved. Ghiotti     |
| VIII | F.lli Barigozzi Milano 1931 | S. Teresa del Bambino Gesù     | Gaetano e Vittoria Magnaghi pro Giuseppe e Lycia Beretta.                                        | Magnaghi Gaetano e Vittoria.                         |